# Prvenstvo Hrvatske u vaterpolu za žene 2002.
Prvenstvo Hrvatske u vaterpolu za žene za 2002. godinu je osvojio "POŠK" iz Splita. 
Prvenstvo je igrano kao turnir, održan u kolovozu 2002. u Svetom Filipu i Jakovu, a sudjelovala su tri kluba.

## Poredak
| mj | klub                      |
| -- | ------------------------- |
| 1. | POŠK Split                |
| 2. | Zagreb                    |
| 3. | Gusar Sveti Filip i Jakov |

## Vanjske poveznice
- Hrvatski vaterpolski savez